# Salzburg Mülln-Altstadt
Salzburg Mülln-Altstadt (niem.: Bahnhof Salzburg Mülln-Altstadt) – przystanek kolejowy w Salzburgu, w kraju związkowym Salzburg, w Austrii, położony jest w dzielnicy Mülln. Znajduje się na ważnej magistrali kolejowej Rosenheim – Salzburg.

## Historia
W ramach regionalnego i transgranicznego lokalnego projektu transportowego S-Bahn Salzburg, odcinek linii kolejowej Rosenheim – Salzburg pomiędzy dworcem głównym w Salzburgu i Freilassing został rozbudowany do trzech torów z dodatkowymi liniami i stacjami. W 2009 roku uruchomiono przystanek Salzburg Mülln-Altstadt.

## Położenie
Przystanek Salzburg Mülln-Altstadt znajduje się dokładnie na granicy dwóch dzielnic Mülln i Lehen. Nazwa Altstadt w nazwie przystanku wynika z faktu, że stare miasto w Salzburgu znajduje się w odległości krótkiego spaceru (około 15 minut).
Peron znajduje się na wschód do nowo wybudowanego mostu nad Salzach z chodnikiem, dzięki czemu pasażerowie mogą również dostać się do dzielnicy Elisabeth-Vorstadt. Po zachodniej stronie przystanku znajduje się Klinika Uniwersytecka w Salzburgu oraz przystanki komunikacji publicznej. (trolejbusy, autobusy)

## Linie kolejowe
- Linia Rosenheim – Salzburg

## Połączenia
| Rodzaj pociągu/ Linia | Trasa | Częstotliwość                       |
| --------------------- | --- | ----------------------------------- |
| REX                   | Braunau – Mattighofen – Friedburg – Straßwalchen West – Salzburg Hbf – Salzburg Mülln-Altstadt – Freilassing                                       | co godzinię                         |
| RB                    | Landshut – Vilsbiburg – Neumarkt St-Veit – Mühldorf – Garching – Freilassing – Salzburg Mülln-Altstadt – Salzburg Hbf                              | pojedyncze pociągi                  |
| S2/R/REX              | (Linz – Wels –) Straßwalchen – Seekirchen – Salzburg Hbf – Salzburg Mülln-Altstadt – Freilassing                                                   | co godzinę                          |
| S3                    | (Bad Reichenhall – Piding –) Freilassing – Salzburg Mülln-Altstadt – Salzburg Hbf – Hallein – Golling-Abtenau (– Schwarzach St. Veit – Saalfelden) | co godzinę (Pon-Pią: co półgodziny) |